# Nanomitriopsis longifolia
Nanomitriopsis longifolia är en bladmossart som beskrevs av Jules Cardot 1909. Nanomitriopsis longifolia ingår i släktet Nanomitriopsis och familjen Dicranaceae. Inga underarter finns listade i Catalogue of Life.